# Erone di Antiochia
Erone di Antiochia (I secolo – 127 o 136) è stato un vescovo e santo siro, quarto vescovo di Antiochia.
Secondo Eusebio, fu discepolo del suo predecessore Ignazio, da cui fu ordinato diacono. Sarebbe stato elevato all'episcopato nel 116 e avrebbe regnato fino alla morte, per vent'anni fino al 136; altre ricostruzioni riportano la morte come martire nel 127. La sua memoria veniva onorata il 17 ottobre, giorno dei suoi natali secondo il Martirologio Romano del 1806, o il 16 ottobre secondo il Martyrologium di Beda, o il 27 ottobre.